# Triuridopsis
Triuridopsis H.Maas & Maas – rodzaj wieloletnich, myko-heterotroficznych roślin bezzieleniowych z rodziny tryurydowatych, obejmujący dwa gatunki: Triuridopsis intermedia T.Franke, endemiczny dla La Paz w Boliwii, i Triuridopsis peruviana H.Maas & Maas, endemiczny dla Loreto w Peru. Nazwa naukowa w języku łacińskim oznacza "podobny do Triuris".

## Morfologia
PokrójNiewielkie rośliny bezzieleniowe.
ŁodygaKrótkie podziemne kłącze. Pęd naziemny z kilkoma zredukowanymi, łuskowatymi liśćmi.
KwiatyRośliny dwupienne. Kwiaty zebrane w grono. Okwiat pojedynczy, 3–(4)listkowy. Listki równej wielkości, nagie, zakończone odchylonym wyrostkiem. Kwiaty męskie z 6 (8) dwusporangiowymi pręcikami. Nitki pręcików zrośnięte u nasady. Pośrodku kwiatu obecny jest sterylny, szydłowaty wypustek. Kwiaty żeńskie z licznymi, nagimi owocolistkami.
OwoceNiełupki wierzchołkowo pokryte warstwą nabrzmiałych komórek.

## Systematyka
Według Angiosperm Phylogeny Website (aktualizowany system APG IV z 2016) rodzaj należy do rodziny tryurydowatych (Triuridaceae), w rzędzie pandanowców (Pandanales)  zaliczanych do jednoliściennych (monocots).